# STXBP5
STXBP5‏ (Syntaxin binding protein 5) هوَ بروتين يُشَفر بواسطة جين STXBP5 في الإنسان.